# 达妮卡·罗姆
达妮卡·罗姆（英語：Danica Roem，1984年9月30日—），美国记者、弗吉尼亚州民主党籍政治人物。
罗姆出生于弗吉尼亚北部的威廉王子县，毕业于纽约州圣波拿文都大学新闻学专业。 此后罗姆回到弗吉尼亚州，成为了一名记者。2013年，她作为跨性别者出柜，并于2015年更改了自己的名字。
2017年，罗姆在弗吉尼亚众议院第13选区的选举中击败已连任25年、反对LGBT的共和党籍议员鲍勃·马歇尔（Bob Marshall），成功当选弗吉尼亚州众议员。由此，她也成为了首位当选美国州议员并就任的公开跨性别者。